# MRTパープルライン (バンコク)
MRTパープルライン（（英）Metropolitan Rapid Transit Purple Line）は、バンコク・メトロに属する高架鉄道路線である。正式名はチャローン・ラチャタム線（タイ語: สายฉลองรัชธรรม。

## 概要
当線はタイの首都バンコクにおける、地下鉄および高架鉄道から構成される鉄道網の一部である。バンコク・エクスプレスウェイ・アンド・メトロ (BEM) が運営している。
2022年現在、

2004年に開業した■ブルーライン（チャルーム・ラチャモンコン線）、2016年に開業した■パープルラインの2路線がある。
当記事は後者について扱う。

軌間は標準軌（1,435 mm）で、直流750 Vによる第三軌条集電方式である。最高時速は80 km/h。
パープルラインは、バンコク北西部のバンヤイ地区と中心部に近いバンスー地区を結ぶ全長約23 kmの路線で、全区間が地上を走り、全駅が高架駅かつ島式ホームである。タイ運輸交通局が日本の円借款を活用して建設した。ブルーラインと同じく第三軌条方式を採用しているが、車両は新たに東日本旅客鉄道（JR東日本）グループの総合車両製作所（J-TREC）が新造したステンレス製車両3両編成21本（63両）が納入された。また、併せてJR東日本は丸紅・東芝と共同で合弁の現地法人をバンコクに設立し、パープルラインの鉄道車両や地上設備についてのメンテナンス業務を実施することになった。
2015年9月21日に、第一便としてタイに到着した3編成9両 のうち2編成の引き渡し式典が行われた。第二便の3編成、続けて5編成ずつ3回、延べ5回の輸送を経て 2016年1月までに全編成の輸送を完了した。
2015年12月14日より試験走行を開始。本格的な試運転は2016年5月10日より開始となった。翌6月から7月にかけて無料運行し、当初はシリキット王妃誕生日である8月12日に正式開業する予定と報じられた が、繰り上げて8月6日に正式開業した。
ブルーラインのバーンスー駅とタオプーン駅間の延伸がパープルラインの開業に間に合わず、乗客は一時的に無料シャトルバスでの不便な乗り換えを強いられることとなった。加えて運賃も比較的高いことから同路線は敬遠され、開業当初の1日あたりの利用客は想定（1日あたりの利用客は6 - 7万人）を大幅に下回る2万人程度に留まった。2017年8月11日、ブルーラインがタオプーン駅まで延伸開業 し両線が繋がったことで乗客数は飛躍的に増加し、2018年11月末時点での1日当たりの利用客数は6万人程度、平日に限れば6万8千人程度までになっている。
2017年よりタオプーン駅以南の延伸計画が実現に動き出したが土地収用問題の解決に時間を要し、2022年に着工にこぎつけた。開通は2028年以降の見通しで(2024年末の報道より)、2025年2月時点における土木工事の進捗率は 51.61 %と発表されている。詳細は後述。

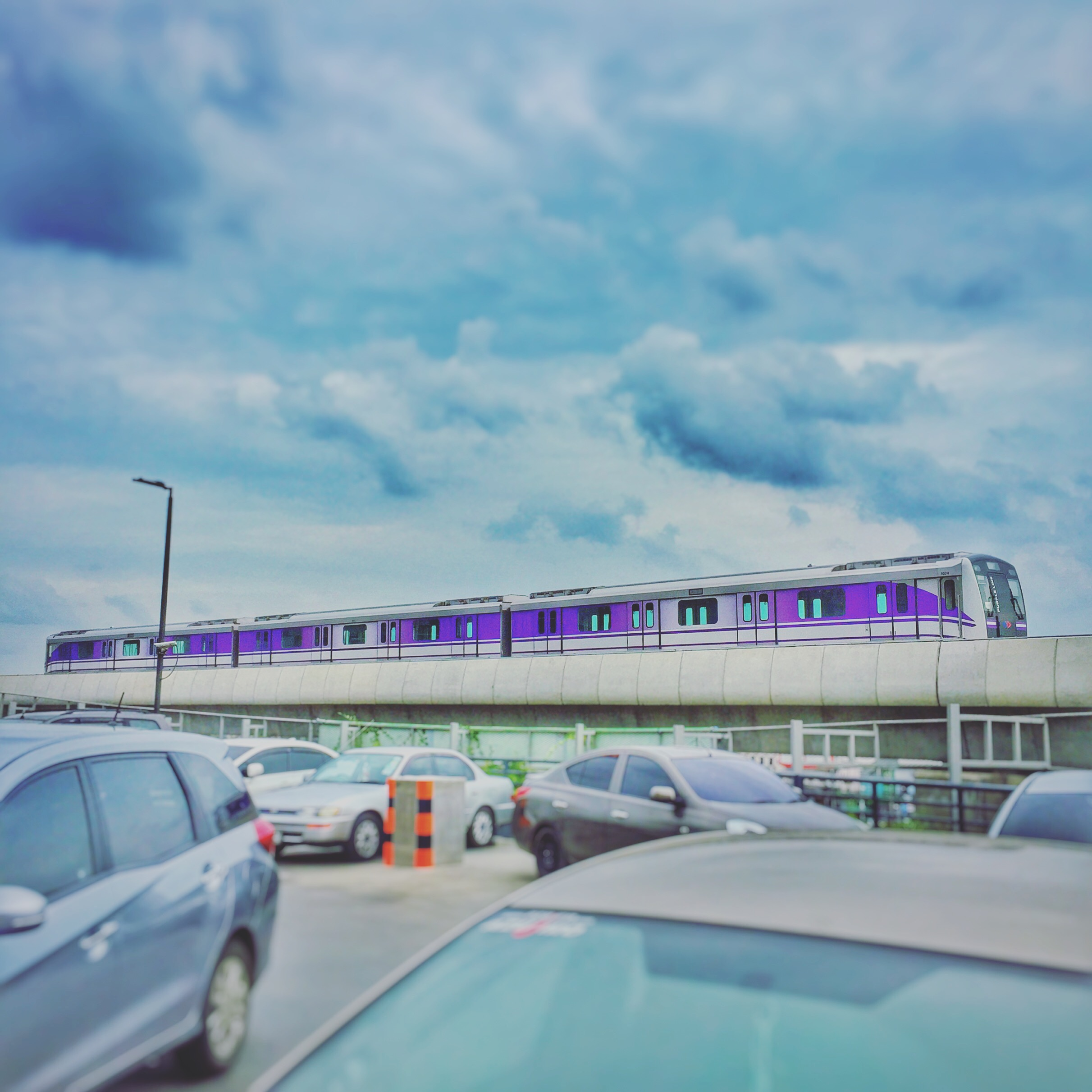

車両基地はクローンバーンパイ駅の東側に設けられている。

## 車両
総合車両製作所製の鉄道車両「sustina S24」21編成63両が導入されている。車内は、防犯カメラの設置や、雨季に濡れた客が座った後に拭きやすいようプラスチック製の固い座席（バケットシートタイプのロングシート）が備え付けられている 。

## 駅
駅一覧は後述。各駅に共通する事項はバンコク・メトロ#駅を、駅ごとの特徴は当該記事を参照のこと。

## 運賃
ブルーラインとパープルラインがタオプーン駅でつながったので、現在は両線を乗り通す場合は通し運賃となっている。全線を乗り通したラックソーン - クローンバーンパイ間の運賃は70バーツである（割引制度あり、以下参照）。なお、バンコク・メトロの ホームページ で運賃検索が可能。
パープルラインの運賃は乗車距離に応じて17 - 42バーツである（2019年9月時点）。なお、ブルーライン同様に割引制度があり、子供及び高齢者は50%引き、学生は学生用ICカード利用で10%引きとなる。
BTSとは異なり、1日乗車券はない。

## 歴史
- 2009年 11月 - 建設工事着工[21]
- 2016年
  - 5月10日 - 試運転（無料開放）開始[7]
  - 8月6日 - 開業[9]
- 2017年 8月11日 - ■ブルーライン、タオプーン - バーンスー開業（■パープルラインと接続開始）[11]
- 2020年 10月17日 - バンコク市内の学生デモが拡大した影響で1日中運行が停止される[22]
- 2022年
  - 2月 - タオプーン - クルナイ間 （23.6 km、17駅）の延伸事業における工事業者が決定[23]
  - 2月24日 - 延伸事業の工事業者と調印[24]
  - 3月17日 - 運行用ソフトウェアに障害発生、直通運転が一時的に不可能になる[25]。

## 駅一覧
| 路線名            | 路線色 | 営業開始     | 区間                                        | 営業キロ | 駅数 |
| ----------------- | ------ | ------------ | ------------------------------------------- | -------- | ---- |
| MRTパープルライン |        | 2016年8月6日 | PP01クローンバーンパイ駅 - PP16タオプーン駅 | 20.94    | 16   |

■パープルライン（チャローン・ラチャタム線）
駅は全て高架駅。
| 駅番号 | 駅名                                                              | タイ語駅名          | 駅間キロ | 累計キロ | 所在地         | 所在地               | 備考                      |
| ------ | ----------------------------------------------------------------- | ------------------- | -------- | -------- | -------------- | -------------------- | ------------------------- |
|        |                                                                   |                     |          |          |                |                      |                           |
| PP01   | クローンバーンパイ駅 （バンパイ運河駅）                           | คลองบางไผ่           | -        | 0 km     | ノンタブリー県 | バーンブアトーン郡   |                           |
| PP02   | タラートバーンヤイ駅 （バーンヤイ市場駅）                         | ตลาดบางใหญ่          | 1.27 km  | 1.27 km  | ノンタブリー県 | バーンブアトーン郡   |                           |
| PP03   | サームイェークバーンヤイ駅 （バーンヤイ三叉路駅）                 | สามแยกบางใหญ่        | 1.56 km  | 2.83 km  | ノンタブリー県 | バーンブアトーン郡   |                           |
| PP04   | バーンプルー駅                                                    | บางพลู               | 1.57 km  | 4.40 km  | ノンタブリー県 | バーンブアトーン郡   |                           |
| PP05   | バーンラックヤイ駅                                                | บางรักใหญ่            | 1.20 km  | 5.60 km  | ノンタブリー県 | バーンブアトーン郡   |                           |
| PP06   | バーンラックノーイ・ターイット駅                                  | บางรักน้อย-ท่าอิฐ       | 1.25 km  | 6.85 km  | ノンタブリー県 | ムアンノンタブリー郡 |                           |
| PP07   | サイマー駅                                                        | ไทรม้า               | 1.25 km  | 8.10 km  | ノンタブリー県 | ムアンノンタブリー郡 |                           |
| PP08   | サパーンプラナンクラオ駅 （ラマ三世橋駅）                         | สะพานพระนั่งเกล้า      | 1.47 km  | 9.57 km  | ノンタブリー県 | ムアンノンタブリー郡 |                           |
| PP09   | イェークノンタブリー1駅 （ノンタブリー1交差点駅）                 | แยกนนทบุรี 1          | 1.63 km  | 11.20 km | ノンタブリー県 | ムアンノンタブリー郡 |                           |
| PP10   | バーンクラソー駅                                                  | บางกระสอ            | 1.26 km  | 12.46 km | ノンタブリー県 | ムアンノンタブリー郡 |                           |
| PP11   | ノンタブリーシビックセンター駅 (スーンラチャガーンノンタブリー駅) | ศูนย์ราชการจังหวัดนนทบุรี | 0.90 km  | 13.36 km | ノンタブリー県 | ムアンノンタブリー郡 | ■ピンクラインと接続       |
| PP12   | クラスアンサータラナスック駅 （保健省駅）                         | กระทรวงสาธารณสุข     | 1.79 km  | 15.15 km | ノンタブリー県 | ムアンノンタブリー郡 |                           |
| PP13   | イェークティワノン駅 （ティワノン交差点駅）                       | แยกติวานนท์           | 1.20 km  | 16.35 km | ノンタブリー県 | ムアンノンタブリー郡 |                           |
| PP14   | ウォンサワン駅                                                    | วงศ์สว่าง             | 1.72 km  | 18.07 km | バンコク都     | バーンスー区         |                           |
| PP15   | バーンソーン駅                                                    | บางซ่อน              | 1.29 km  | 19.36 km | バンコク都     | バーンスー区         | ■ライトレッドラインと接続 |
| PP16   | タオプーン駅                                                      | เตาปูน               | 1.58 km  | 20.94 km | バンコク都     | バーンスー区         | ■ブルーラインと接続       |
|        |                                                                   |                     |          |          |                |                      |                           |

## 延伸計画
タオプーン駅より先、南進してブルーラインのサムヨード駅、BTSのウォンウィアン・ヤイ駅、プラプラデーン郡ラープラナへと延伸する予定。2017年7月25日、タイ王国軍事政権（当時）は閣議で、パープルラインの南側延伸区間の建設を承認した。タオプーン駅を出て線路は地下となり、タハーン通り、サムセーン通り、プラスメン通り、マハーチャイ通りを経て、チャオプラヤ川の下を潜り、対岸のソムデートプラジャオタクシン通り、マハイサワン交差点を経て再び高架になり、スクサワット通り上を進み、終点のクルナイ駅へと至る。全長は23.6 kmで17駅を設置、最高速度は80 km/h。当初は2023年から2024年にかけての開業目標としていたが 、全体的に遅延し、2021年になって建設会社・運営会社の業者選定のための入札を行った。。

2022年、工事業者決定が公表され、同年に着工した。2024年末時点では2028年開業目標としている。
延伸計画区間を以下に示す。ラッタサパー駅 - サムレ駅 計10駅は地下駅の予定。（駅名は仮称である）
| 駅番号 | 駅名                                                  | タイ語駅名        | 駅間キロ | 累計キロ | 所在地                 | 所在地                              | 備考                                              |
| ------ | ----------------------------------------------------- | ----------------- | -------- | -------- | ---------------------- | ----------------------------------- | ------------------------------------------------- |
|        |                                                       |                   |          |          |                        |                                     |                                                   |
| PP16   | タオプーン駅                                          | เตาปูน             | -        | 23.6 km  | バンコク都             | バーンスー区                        |                                                   |
| PP17   | ラッタサパー駅 （国会議事堂駅）                       | รัฐสภา             | -        | 23.6 km  | バンコク都             | ドゥシット区                        |                                                   |
| PP18   | スリヤン駅                                            | ศรีย่าน             | -        | 23.6 km  | バンコク都             | ドゥシット区                        |                                                   |
| PP19   | ワチラーパヤバーン駅                                  | วชิรพยาบาล         | -        | 23.6 km  | バンコク都             | ドゥシット区                        |                                                   |
| PP20   | ホーサムット・ヘンチャート駅 （国立図書館駅）         | หอสมุดแห่งชาติ       | -        | 23.6 km  | バンコク都             | ドゥシット区                        |                                                   |
| PP21   | バーンクンプロム駅                                    | บางขุนพรหม         | -        | 23.6 km  | バンコク都             | プラナコーン区                      |                                                   |
| PP22   | アヌサワリー・プラチャーティパタイ駅 （民主記念塔駅） | อนุสาวรีย์ประชาธิปไตย | -        | 23.6 km  | バンコク都             | プラナコーン区                      | ■オレンジライン(OR4)（計画中）                    |
| PP23   | サムヨード駅                                          | สามยอด            | -        | 23.6 km  | バンコク都             | プラナコーン区                      | ■ブルーライン(BL30)                               |
| PP24   | サパーンプット駅 （ラーマ1世橋駅）                    | สะพานพุทธ          | -        | 23.6 km  | バンコク都             | トンブリー区 / クローンサーン区     | ■ゴールドラインプラジャヒポック駅(G4)（計画中）   |
| PP25   | ウォンウィアン・ヤイ駅                                | วงเวียนใหญ่         | -        | 23.6 km  | バンコク都             | トンブリー区 / クローンサーン区     | ■シーロム線(S8) ■マハーチャイ線の同名駅はやや遠い |
| PP26   | サムレ駅                                              | สำเหร่             | -        | 23.6 km  | バンコク都             | トンブリー区                        |                                                   |
| PP27   | ダオカノン駅                                          | ดาวคะนอง          | -        | 23.6 km  | バンコク都             | トンブリー区                        |                                                   |
| PP28   | バーンパケーオ駅                                      | บางปะแก้ว          | -        | 23.6 km  | バンコク都             | ラートブーラナ区 / チョームトーン区 |                                                   |
| PP29   | バーンパコーク駅                                      | บางปะกอก          | -        | 23.6 km  | バンコク都             | ラートブーラナ区                    |                                                   |
| PP30   | イエーク・プラチャウティット駅                        | แยกประชาอุทิศ       | -        | 23.6 km  | バンコク都             | ラートブーラナ区                    |                                                   |
| PP31   | ラートブーラナ駅                                      | ราษฎร์บูรณะ         | -        | 23.6 km  | バンコク都             | ラートブーラナ区                    |                                                   |
| PP32   | プラプラデーン駅                                      | พระประแดง         | -        | 23.6 km  | サムットプラーカーン県 | プラプラデーン郡                    |                                                   |
| PP33   | クルナイ駅                                            | ครุใน              | -        | 23.6 km  | サムットプラーカーン県 | プラプラデーン郡                    |                                                   |
|        |                                                       |                   |          |          |                        |                                     |                                                   |